# أماكن في القلب (مسلسل)
تدور الأحداث حول محامي مصري يحكي قصة حياتة منذ وصوله الي أمريكا بحثا عن عمل ثم التقاءه مع د. ايمان الطوبجي للدفاع عن ضد اتهامها في قضية مقتل زوجها جون ادامز ثم تدخل السجن لكي تتعرف بماجي السجينة المصرية.
وبعد أحداث 11 سبتمبر 2001 تدبر أحد السجينات مكيدة للتخلص من ماجي وايمان فتموت ماجي وتعود ايمان لمصر بوجهة ماجي بعد الظن انها هي
وبعد رجوعها لمصر تقرر العودة لأمريكا  سراً لكي تبحث عن ابنها المفقود وتكتشف ان جون علي قيد الحياة فتكشف مع محاميها زيفه وتحصل علي براتها في النهاية وتكشف أيضا الأحداث العلاقة بين بكر ومطلقته وابنته وعلاقته مع المافيا.
وتكون خلفية الأحداث العلاقة بين العرب واليهود والأمريكيين قبل وبعد أحداث 11 سبتمبر 2001.

## الممثلين
| - تيسير فهمي: السجينة ماجدة عزوز (ماجي) ثم ايمان الطوبجي (ايمي ادامز) - شيرين:هيلين زوجة المحامي بكر - هشام سليم: المحامي بكر الشلتوني (مستر بيكر) - إبراهيم يسري: سير ماك ارثر نائب المدعي العام - علا غانم:الدكتور ايمان الطوبجي أو ايمي ادامز - ألفت إمام: ليا سجينة كانت تكن العداء لايمي وماجي - يسري مصطفى: فايتسا أحد المحاميين المساعدين لبكر - علي عبد الرحيم: آدم جارتسيا ضابط شرطة صديق لبكر | - محمد مرزبان: روبرت أحد حراس الزنازين بأمريكا - عبد الله مشرف: سيد سحاب قاتل زوج ماجدة عزوز - صفوة:أنجيلا مساعدة بكر - أحمد ماهر: أ.حسان حسان الغمراوى مدير شركة ماجدة بمصر - تامر هجرس: جون ادامز أو عبد الله ادامز زوج ايمي - شريف صبحي: لمعى بسطاوى محامي مصري فاشل - سلوى بدر:أخت إيمان - حمدي شرف الدين: القاضي ادوارد ريفنسون | - ليلى جمال: والدة د. أيمان - حمدي السخاوي: ديفيدايلى جولدستون - مصطفى درويش:لاري زوج هيلين - عمرو يسري: ممثل مغمور - شهيرة فؤاد (شهيرة الجندي): روز - يوسف العسال: هليسون - خالد عبد السلام: باتريك مدير حملة بكر الانتخابية - عزة بلبع: سامية صديقة بكر بإمريكا |

بالاشتراك مع: رامي عزار - بارعة - جيجي - هداية - اكتمال- عمر ناجي:رفقي زوج سامية- إيهاب بكير - مديحة أنور - طارق سليمان - غادة فلفل - مها صبري: سارة - عفاف مصطفى:سجينة - نيفين محمد: هابي أبنة المحامي بكر - عادل سمير - محمود السركي - تامر محمد مصطفى - أشرف علي - هشام كامل - حسن عثمان - ناجح نعيم:صديق جون - توفيق سامي - محمد أمان - انجي بدوي - سوسن عباس - ماجد ونيس - سامح أبو الغار - إحسان الترك - محمود سمير: توماس - محمد صلاح - أسامة فوزي - محمد جان - ماجد شهدي - طارق هتلر - نبيل الديب - محمد الجنايني - طلعت الشريف - وليد الحسيني - آية خيري - نعمات عبد الناصر:داية - أحمد جمال - أيمن بدر - محمد كامل جاد - عز السيد - أحمد عزمي - أحمد أنور - أحمد الشامي - صباح عبد العزيز - مجدي راشد - راندا إبراهيم - نورين أمين - عبد السلام الدهشان - سيد إش إش - محمد قشطة - هبة إسماعيل - إبراهيم عبد السلام - سيد عثمان - نورا محمد - محمد فرعون - مصطفى توفيق - عبد الحميد سند - إبراهيم إمام - طارق موسى - نورا أحمد - كمال الألفي:مراد الألفي - موسى عباس - عماد أبو الوفا - أسامة الشربيني - سيد طنطاوي - ماهيتاب مصطفى
الأطفال: كريم الوكيل: عمر عبد الله ادامز - إسلام إبراهيم: طفل - أشرقت السرساوي: طفلة - مصطفى وجيه: طفل - مصطفى جاد: طفل
- ريهام عبد الغفور: مارجيت صديقة الدكتورة أيمان
- عزت أبو عوف: دون باولو الأب الروحي للمافيا الأمريكية
- جميلة عزيز: اليزابيث سجانة